# Uchuca
Uchuca is een geslacht van rechtvleugeligen uit de familie sabelsprinkhanen (Tettigoniidae). De wetenschappelijke naam van dit geslacht is voor het eerst geldig gepubliceerd in 1898 door Giglio-Tos.

## Soorten
Het geslacht Uchuca omvat de volgende soorten:
- Uchuca amacayaca Montealegre-Z. & Morris, 2003
- Uchuca ferreirai Piza, 1976
- Uchuca grisea Giglio-Tos, 1898
- Uchuca halticos Montealegre-Z. & Morris, 2003
- Uchuca macroptera Montealegre-Z. & Morris, 2003
- Uchuca pallida Caudell, 1918
- Uchuca peruviana Caudell, 1918
- Uchuca similis Montealegre-Z. & Morris, 2003